# Dacus longicornis
Dacus longicornis är en tvåvingeart som beskrevs av Christian Rudolph Wilhelm Wiedemann 1830. Dacus longicornis ingår i släktet Dacus och familjen borrflugor. Inga underarter finns listade i Catalogue of Life.